# Schloss Hörningsholm

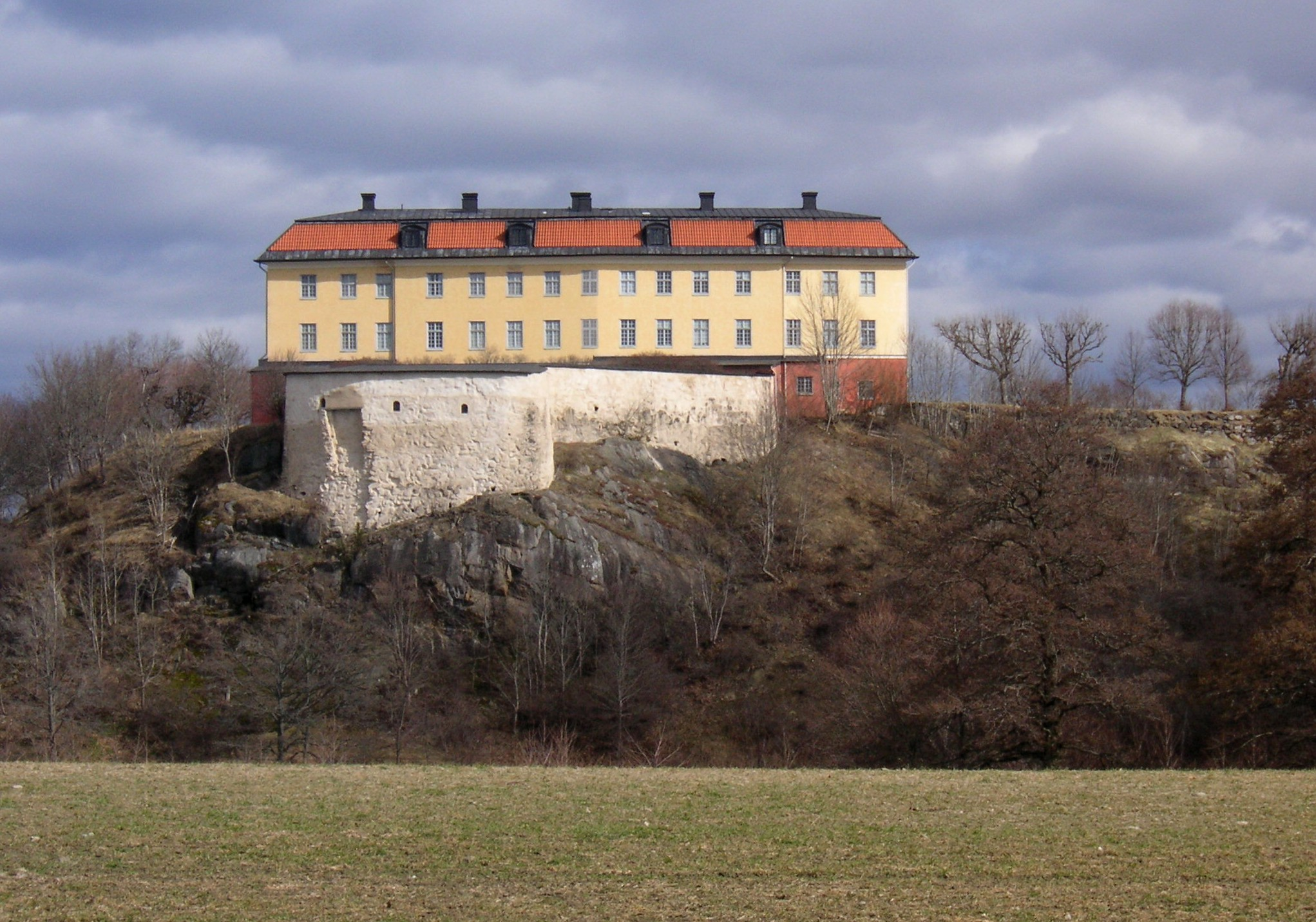
Schloss Hörningsholm (2011)

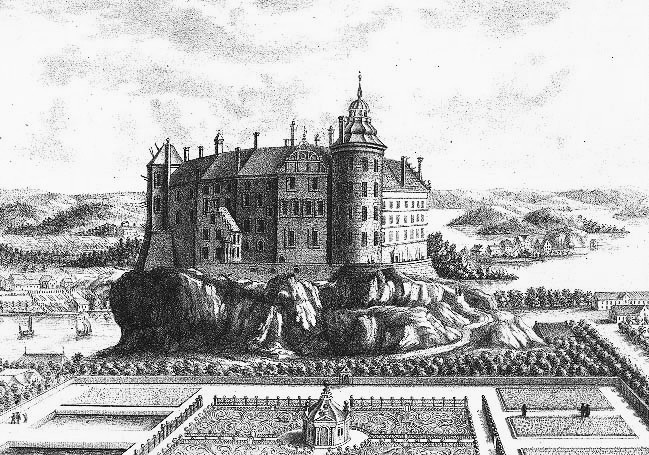
Das alte Schloss Hörningsholm, 17. Jahrhundert, aus (Erik Dahlberghs Suecia antiqua et hodierna)

Schloss Hörningsholm ist ein Prachtbau auf dem nördlichen Teil der Insel Mörkö in der schwedischen Gemeinde Södertälje in der historischen Provinz Södermanland. Das Schloss liegt auf einem Hügel mit weiter Aussicht über die Ostseebucht, die Richtung Södertälje führt.
Diese strategisch günstige Lage war der Grund, dass der Platz schon im 13. Jahrhundert befestigt wurde. Als Ursprung des Schlosses gilt das Gut Symondöö, des Adelsgeschlechtes Folkunga, das auf einer kleinen vorgelagerten Insel lag, welche aufgrund der Landhebung mit Mörkö zusammenwuchs. 1308 gehörte das Gut Herzog Erik Magnusson und danach wechselte es durch Verkauf und Erbschaft zwischen verschiedenen Adelsfamilien, wie Örnfot, Sture und Gyllenstierna. In einem landwirtschaftlichen Verzeichnis von 1498 wird darauf verwiesen, dass das Gut den neuen Namen Hörningsholm erhalten hat. Wann das Gutshaus ein schlossartiges Aussehen bekam, ist nicht bekannt, doch im späten 16. oder frühen 17. Jahrhundert soll es unter Reichsmarschall Svante Sture d. J. den Zustand erhalten haben, der im Werk Suecia antiqua et hodierna dargestellt ist. 1719 wurde Södermanland von einfallenden russischen Truppen heimgesucht, die auch Schloss Hörningsholm niederbrannten.
Das heutige Schloss entstand in der Mitte des 18. Jahrhunderts unter Provinzvorsteher Nils Bonde af Björnö nach Zeichnungen von Carl Hårleman. Es wurde nach einem schweren Brand am 18. Februar 1950 renoviert. Schloss Hörningsholm ist in Privatbesitz.